# Nomenclatura IUPAC a compușilor organici
În nomenclatura chimică, nomenclatura IUPAC a compușilor organici reprezintă modul sistematic de denumire al compușilor chimici organici în conformitate cu recomandările Uniunii Internaționale de Chimie Pură și Aplicată (IUPAC). Regulile sunt publicate în Nomenclature of Organic Chemistry (denumită informal Cartea Albastră). În mod ideal, fiecare compus organic posibil trebuie să aibă o denumire de la care poate fi scrisă formula structurală corespunzătoare. 
Pentru a se evita denumirile complicate și - de cele mai multe ori - extrem de lungi conforme cu recomandările IUPAC, în practică se folosesc adesea denumiri alternative sau comune. Totuși, există și cazuri când denumirile IUPAC sunt mai scurte decât cele clasice, precum cazul etanol (IUPAC) - alcool etilic (denumire comună).

## Principii de bază
Numele unui compus organic este un nume tehnic care are ca scop identificarea acestui compus. Denumirile conforme IUPAC respectă regulile principale recomandate, însă denumirea într-o anumită limbă trebuie să respecte în primul rând regulile gramaticale ale limbii respective (morfologice, ortografice, sintactice). Ca și principiu de bază, în chimia organică denumirea compușilor se face adăugând la denumirea unei catene de bază sufixe și prefixe, care au rolul de a indica poziția, tipul și numărul grupelor funcționale grefate pe catena respectivă.

### Calitățile denumirilor chimice
Numele unui compus organic trebuie să prezinte următoarele calități:
- Să fie univoc: o denumire trebuie să reprezinte exact și unic acel compus. Dacă denumirea nu corespunde unui singur, ci mai multor compuși, atunci aceasta poate să fie ambiguă. Când există mai multe nume pentru același compus, acestea sunt nume sinonime: acid α-aminoacetic, acid 2-aminoetanoic sau glicină.
- Să fie posibil: o denumire trebuie să reprezinte o anumită structură reală și posibilă. De exemplu, următoarele denumiri sunt incorecte pentru că descrie compuși inexistenți: 5-metilbutan (catenă în care sunt disponibile doar 4 poziții) și 3,3,3-tricloropentan (se depășește tetravalența atomului de carbon).
- Să fie convențional: o denumire trebuie să respecte recomandările IUPAC de nomenclatură în cazul în care există două sau mai multe opțiuni de denumire, univoce și posibile. De exemplu, 1-propanolul se poate denumi și 3-propanol, dar conform convențiilor IUPAC, denumirea corectă sau convențională este cea în care numărul este minim.
- Să fie simplu: dacă un compus are o denumire univocă, posibilă și convențională, dar există posibilitatea de a elimina anumite structuri din denumire fără riscul de a crea o ambiguitate, atunci se alege această opțiune. De exemplu, denumirea corectă este etanol, ci nu 1-etanol, deoarece menționarea poziției nu este necesară. Sistemele de nomenclatură (vezi mai jos) au ca scop adoptarea unor cazuri în care se permite simplificarea.

### Punctuația
Punctuația are o importanță deosebită în nomenclatura compușilor organici, în special pentru evitarea confuziilor legate de structura acestora. Cele mai comune semne de punctuație folosite în nomenclatura IUPAC a compușilor organici sunt:
1. Virgulele (,) se utilizează pentru:
a) separarea numerelor sau literelor ce fac referire la o anumită poziție din structura compusului: 1,2,2-tricloroetan; N,N-dietil-formamidă.
b) separarea literelor sau combinațiilor de litere ce indică locuri de fuzionare în denumirile sistemelor polinucleare condensate: dibenzo[a,j]antracen.
2. Parantezele (( )) se utilizează pentru:
a) separarea numelor substituenților care conțin la rândul lor alți substituenți: 3-(6-cloro-1-naftil)-1-octanol.
b) indicarea identității stereoizomerilor: (2R)-2-fluorobutan și  (Z)-2-butenă
3. Cratimele (-) se utilizează pentru:
(a) separarea pozițiilor de cuvinte într-o denumire: 2-cloro-3-hidroxi-4-metilpentanal.
(b) separarea numerelor de poziții referitoare la părți distincte dintr-un nume: N-Acetil-N-(2-naftil)benzamidă (totuși se preferă N-Acetil-N-2-naftilbenzamida)
(c) separarea a două părți ce fac referire la un loc de fuziune în denumirile compușilor polinucleari cu nuclee condensate: tieno[3,2-b]furan.
(d) indicarea identității stereoizomerilor: (E)-2-butenă și (2R)-2-fluorobutan.
4. Parantezele drepte ([ ]) se utilizează pentru:
a) gruparea numerelor care indicatoare ale mărimii unui ciclu, conform sistemului von Bayer, și în denumirile compușilor spiro: biciclo[3.2.1]octan
b) indicarea operațiunilor de fuziune în denumirile compușilor polinucleari cu nuclee condensate: tieno[3,2-b]furan.
c) gruparea substituenților deja indicați între paranteze rotunde: 3-[1-(4-clorofenil)etil]octanal.
5. Două puncte (:) se utilizează pentru separarea numerelor ce fac referire la poziții, când deja s-au utilizat virgulele: 1,4,5,8-tetrahidro-1,4:5,8-dimetanoantracen. 
6. Punctul (.) se utilizează pentru separarea numerelor indicatoare ale mărimii unui ciclu, conform sistemului von Bayer, și în denumirile compușilor spiro: biciclo[3.2.1]octan și 6-oxaspiro[4.5]decan.
7. Parantezele ({ }) grupează substituenții deja indicați între paranteze drepte: acid (2-{1-[2-(3-clorofenil)etoxi]etil}ciclopropil)etanoic.
8. Spațiile se utilizează doar pentru separarea cuvintelor, doar în nomenclatura radico-funcțională: acid palmitic, acetat de etil, esterul etilic al acidului malonic, cianură de vinil.

### Etapele denumirii
Etapele denumirii compușilor organici sunt prezentate în detaliu în continuare:
1. Identificarea catenei de bază
2. Identificarea grupei funcționale de bază (prioritară)
3. Identificarea catenelor laterale (ramificațiilor)
4. Identificarea grupelor funcționale rămase (neprioritare)
5. Identificarea legăturilor multiple (duble, triple)
6. Numărarea catenei
7. Numărarea substituenților și precizarea poziției lor
8. Aranjarea denumirii și adăugarea punctuației

## Sisteme de nomenclatură
Un sistem de nomenclatură este constituit dintr-o serie de reguli în care se ia în calcul ca și referință un anumit compus părinte, de la care se va denumi un anumit compus analog structural prin menționarea unor caracteristici structurale sau compoziționale (prin prefixe, sufixe, infixe, numere, litere grecești, etc). Cele mai comune sisteme de nomenclatură sunt cele prezentate în continuare.

### Nomenclatura de substituție
Nomenclatura de substituție implică schimbul sau substituția unuia sau mai multor atomi de hidrogen cu un atom sau o grupă funcțională. Un substituent este o grupă de atomi cu una sau mai multe legături libere, ce substituie un atom de hidrogen dintr-o moleculă. Există deosebit de multe exemple: metil (CH3—), etil (CH3-CH2—), carboxil (HOOC—), 2-hidroxipropil (CH3-CH(OH)-CH2—), etc. Mai jos sunt exemplificate cazuri în care în nomenclatura de substituție se folosesc prefixe și sufixe:

### Nomenclatura funcțională
Nomenclatura (radico)funcțională consideră compusul organic ca fiind compus din două specii chimice: un echivalent anionic și unul cationic al unui substituent (dar nu este neapărată nevoie ca cei doi să fie legați prin legături ionice, ci este doar o analogie). Specia „anion” se denumește prima sub formă de substantiv, iar specia „cation” se numește sub formă de adjectiv (caz în care se termină în -ic sau se folosește prepoziția de înaintea lui).:

### Nomenclatura de înlocuire
Nomenclatura de înlocuire implică interschimbarea unui atom de carbon dintr-o moleculă cu un heteroatom. Se utilizează astfel:
- prefixe speciale care fac referire la atomul care a înlocuit atomul de carbon, acestea terminându-se în -a (aza pentru azot, tia pentru sulf).
- numere care indică poziția atomului care a înlocuit atomul de carbon

### Nomenclatura aditivă
Nomenclatura aditivă se utilizează în general pentru compușii părinte care sunt nesaturați sau aromatici. Compușii se denumesc ca derivați de adiție (în general de adiție a hidrogenului) la legăturile nesaturate ale perechilor de electroni liberi. Se pot utiliza pentru indicarea poziției de adiție numere, prefixe sau infixe.

### Nomenclatura multiplicativă
Nomenclatura multiplicativă se utilizează în cazul în care avem două sau mai multe unități replicative, simple sau complexe, care sunt legate între ele prin intermediul unui atom sau al unui grup. În acest caz se utilizează numere care indică poziția de legare, iar apoi se menționează atomul sau grupa de legare, prefixele de multiplicare, localizarea (distincția se face cu ajutorul apostrofului) și numele unității repetitive ca părinte (nu ca substituent).

### Sisteme speciale de nomenclatură
Sistemele speciale de nomenclatură sunt folositoare în anumite cazuri în care avem în vedere denumirea unor compuși organici cu o structură mai complexă, cum ar fi cei polinucleari sau în punte, sau a compușilor care prezintă proprietăți stereochimice. În aceste sisteme de denumire sunt necesare considerații speciale.
1. Sistemul de nomenclatură de fuziune
2. Sistemul de nomenclatură von Baeyer
3. Sistemul de nomenclatură Hantzsch-Widman
4. Sistemul de nomenclatură a ionilor și radicalilor
5. Sistemul de nomenclatură Cahn-Ingold-Prelog
6. Sistemul de nomenclatură al produșilor naturali

## Hidrocarburi aciclice

### Alcani
Alcanii liniari (denumiți și normal-alcani) sunt acei alcani care primesc sufixul -an, iar prefixul depinde de numărul atomilor de carbon din catenă. De exemplu, cel mai simplu alcan și implicit cel mai simplu compus organic este metanul, CH4, iar alcanul cu o catenă formată din nouă atomi de carbon este nonanul, CH3(CH2)7CH3. Denumirile primelor patru prefixe au fost derivate de la nume comune ale unor compuși (metanol, eter, acid propanoic și respectiv acid butiric). Începând cu catenele formate din cinci atomi de carbon, prefixele sunt împrumutate din limba greacă (cu excepția nonanului, care are originea din limba latină; de asemenea, undecanul și tridecanul sunt prefixe cu origine mixtă).
Mai jos se află un tabel cu prefixele folosite pentru denumirea primilor alcani, și a unor alcani superiori potriviți ca exemple:
| Numărul atomilor de carbon | 1   | 2  | 3    | 4   | 5    | 6   | 7    | 8   | 9   | 10  | 11    | 12    | 13     | 14       | 15       | 16      | 20    | 30       | 40        | 50        | 60       | 70        | 80       | 90       | 100  |
| Prefix                     | Met | Et | Prop | But | Pent | Hex | Hept | Oct | Non | Dec | Undec | Dodec | Tridec | Tetradec | Pentadec | Hexadec | Eicos | Triacont | Tetracont | Pentacont | Hexacont | Heptacont | Octacont | Nonacont | Hect |

Alcanii ramificați (denumiți și izoalcani) sunt denumiți ca n-alcani care au grefate grupe alchil. Grupele sunt numite sub formă de prefixe și se folosesc numere pentru indicarea poziției acestora pe catena principală. Numărătoarea începe de la capătul catenei, astfel încât prima ramificație să fie pe poziție minimă. De exemplu, (CH3)2CHCH3, cu denumirea comună de izobutan, este denumit ca un propan care are atașată o grupă metil la atomul de carbon median (2), având astfel denumirea sistematică de 2-metilpropan. Totuși, din moment ce grupa metil nu se putea lega de alt atom, în acest caz dat denumirea corectă este cea de metilpropan, întrucât precizarea poziției nu este necesară.
Dacă există vreo ambiguitate în ceea ce privește poziția unui substituent, depinzând la ce capăt al catenei hidrocarbonate începe numărătoarea, atunci aceasta se realizează astfel încât numărătoarea să fie minimă pentru substituent. De exemplu, (CH3)2CHCH2CH3 (izopentanul) este denumit 2-metilbutan, nu 3-metilbutan.
Dacă există mai multe ramificații de tip alchil identice, atunci pozițiile lor sunt separate cu ajutorul virgulelor, iar prefixele folosite pentru indicarea numărului acestora sunt di-, tri-, tetra-, etc. De exemplu, C(CH3)4 (neopentanul) este denumit 2,2-dimetilpropan. Dacă în schimb grupele alchil sunt diferite, atunci ordinea menționării acestora se face în ordine alfabetică, iar separarea prin virgule. Se consideră în acest caz ca și catenă principală cea mai lungă catenă posibilă; așadar, corect este 3-etil-4-metilhexan, ci nu 2,3-dietilpentan, chiar dacă se pot scrie structuri echivalente pornind de la ambele denumiri. Prefixele di-, tri- etc. sunt ignorate, cu scopul de a ordona alfabetic catenele laterale; așadar, corect este 3-etil-2,4-dimetilpentan, ci nu 2,4-dimetil-3-etilpentan.

### Alchene și alchine
Spre deosebire de alcani, alchenele și alchinele sunt, în limba română, denumite la genul feminin. Alchenele sunt denumite în mod analog alcanilor, însă catena principală are mereu sufixul -enă. Este necesară indicarea cu ajutorul unui număr a poziției atomului de carbon care este implicat într-o legătură dublă: CH2=CHCH2CH3 se denumește 1-butenă sau but-1-enă.
Pentru poliene, în care avem mai multe legături duble, se folosesc prefixe de tipul -dienă, -trienă, etc., dar trebuie menționat faptul că prefixul indicator al catenei primește un -a-: CH2=CHCH=CH2 se denumește 1,3-butadienă sau buta-1,3-dienă. 
Izomerii cis și trans simpli pot fi denumiți cu ajutorul prefixelor corespunzătoare, cis- sau trans-: cis-2-butenă, trans-2-butenă. Totuși, aceste denumiri sunt relative, iar nomenclatura IUPAC recomandă folosirea unor denumiri absolute, cu ajutorul prefixelor Z- și E-, conform regulilor de prioritate Cahn-Ingold-Prelog.

Alchinele sunt denumite în mod analog alchenelor, însă catena principală are mereu sufixul -ină. De asemenea, și aici poate fi necesară menționarea poziției legăturii triple. Exemple includ: HC≡CH, etină (acetilenă), CH3C≡CH, propină (metilacetilenă). Dacă un compus conține mai multe tipuri de legături multiple, atunci prioritatea la numărare o are legătura dublă: H2C=CH-C≡CH, 1-buten-3-ină sau but-1-en-3-ină (vinilacetilenă). 

## Compuși ciclici
Cicloalcan și compușii aromatici (arenele, heteroarenele, etc) pot fi adesea considerați catenă principală a unui compus, caz în care pozițiile substituenților sunt numerotate în jurul structurii nucleare. De exemplu, cei trei izomeri ai xilenului, CH3C6H4CH3, sunt denumiți orto-, meta- și para-, sau în mod asemănător 1,2-dimetilbenzen, 1,3-1,2-dimetilbenzen și respectiv 1,4-1,2-dimetilbenzen. Exemple de cicloalcani sunt ciclopropan, ciclohexan. Structurile ciclice pot fi tratate și ca grupe funcționale, caz în care prefixul folosit este de forma cicloalchil- (ciclohexil, ciclopentil). Există și denumiri speciale ale resturilor: cel provenit de la benzen este fenil, iar cel provenit de la toluen este benzil.

Pentru ușurarea denumirii unor compuși ciclici cu structură mare, IUPAC recomandă folosirea unor denumiri speciale pentru compușii părinți ai unor clase. De exemplu, avem fenolul (hidroxibenzenul) și anilina (aminobenzenul).

## Grupe funcționale

### Alcooli
Alcoolii se denumesc cu ajutorul sufixului -ol, și este necesară menționarea poziției grupei hidroxil cu ajutorul numerelor (excepție face etanolul): CH3CH2CH2OH se denumește 1-propanol sau propan-1-ol. Sufixele -diol, -triol, -tetraol, etc., sunt utilizate când sunt grefate mai multe grupe -OH: CH2OHCH2OH se denumește 1,2-etandiol sau etan-1,2-diol (etilenglicol).

Dacă pe catenă sunt prezente grupe funcționale cu prioritate mai mare, atunci se folosește în schimb prefixul hidroxi-: CH3CHOHCOOH se denumește acid 2-hidroxipropanoic (acid lactic). 

### Halogenuri
Grupele funcționale ce conțin halogeni primesc ca prefix formele fluoro-, cloro-, bromo- și iodo-, depinzând de natura halogenului. Pot exista de asemenea și grupe multiple, care se denumesc în acest mod: dicloro-, tricloro-, etc.; grupele diferite sunt, de asemenea, aranjate în ordine alfabetică. De exemplu, CHCl3 (cloroformul) se denumește triclorometan, iar CF3CHBrCl (halotanul, un anestezic) se denumește 2-bromo-2-cloro-1,1,1-trifluoroetan. 

### Aldehide
În aldehide (de forma R-CHO), grupa carbonil se indică prin introducerea sufixului -al. Dacă sunt prezente în moleculă și alte grupe funcționale, atunci numărarea atomilor de carbon din catenă se face în așa fel încât grupa carbonil aldehidică să fie în poziția 1 (cu excepția cazului în care grupele funcționale au prioritate mai mare).

În cazul în care este necesară folosirea unui prefix, din cauza priorității, atunci se folosește forma oxo-, ca și în cazul cetonelor: CHOCH2COOH se denumește acid 3-oxopropanoic. Dacă atomul de carbon din grupa carbonil nu poate fi inclus în denumirea catenei principale (cum este, de pildă, în cazul aldehidelor ciclice sau aromatice), se folosește prefixul formil- sau sufixul -carbaldehidă: C6H11CHO se denumește ciclohexancarbaldehidă, iar C6H5CHO se denumește benzencarbaldehidă (benzaldehidă).

### Cetone
În cetonele simple (de forma R-CO-R), grupa carbonil se indică prin introducerea sufixului -onă și a unui număr indicator al poziției: CH3CH2CH2COCH3 se denumește 2-pentanonă sau pentan-2-onă. Grupa carbonil de tip cetonic apare de obicei și în cadrul altor molecule; când aceasta este de prioritate mai mică (vezi mai jos), atunci prefixul folosit va fi oxo-: CH3CH2CH2COCH2CHO se denumește 3-oxohexanal, iar CH3CO-COOH se denumește acid 2-oxopropanoic (acid piruvic).

### Acizi carboxilici
Regula generală de denumirea a acizilor carboxilici presupune adăugarea sufixului -oic la denumirea catenei principale, însă trebuie introdus și cuvântul acid în fața numelui. În mod analog aldehidelor, grupa carbonil de tip carboxilic este mereu pe poziția 1 într-o catenă, iar poziția acesteia nu trebuie menționată. De exemplu, CH3CH2CH2CH2COOH (acidul valerianic) se denumește acid pentanoic. Dintre toate grupele de compuși organici, acizii carboxilici au foarte multe nume tradiționale sau comune, precum acid acetic, acid palmitic, acid caprilic, etc. Unele dintre ele sunt atât de răspândite, chiar și în limbajul științific, încât sunt considerate nume recomandate de către IUPAC împreună cu cele sistematice (este corect atât acid acetic, cât și acid etanoic).  Acizii carboxilici aromatici, în care grupa se leagă de nucleul benzenic (fenil-COOH), se denumesc sub formă de derivați ai acidului benzoic.
Sufixul -carboxilic se folosește atunci când pe aceeași catenă se află două sau mai multe grupe carboxilice, fiind cazul acizilor dicarboxilici, tricarboxilici, etc. Totuși, în aceste cazuri, atomul de carbon din grupa carboxil nu se consideră ca făcând parte din catena principală. De exemplu, acidul citric se denumește acid 2-hidroxipropan-1,2,3-tricarboxilic.

### Eteri
Eterii (R-O-R) sunt formați din două catene care sunt legate prin intermediul unui atom de oxigen. Catena cea mai scurtă dintre cele două reprezintă prima parte a denumirii, înlocuindu-se forma -an cu -oxi, iar catena cea mai lungă va fi indicată printr-un sufix, urmat de termenul eter. De exemplu, CH3OCH3 se denumește metoximetan, iar CH3OCH2CH3 se denumește metoxietan. Totuși, în cazul în carea avem un eter în care una dintre catene este ramificată și, implicit, mai lungă, atunci în denumire se consideră că oxigenul împreună cu catena mai scurtă sunt o catenă laterală a cei mai mari. De exemplu, CH3OCH(CH3)2 se denumește 2-metoxipropan.
În mod alternativ, conform sistemului de nomenclatură de înlocuire, un eter poate fi denumit ca un alcan în care un atom de carbon a fost înlocuit cu un atom de oxigen, cu ajutorul prefixului oxa-. De exemplu, CH3OCH2CH3 se poate denumi 2-oxabutan (metoxietan), iar un epoxid poate fi denumit sub forma oxaciclopropan. Această metodă de denumire este folositoare în special când ambele grupe atașate de atomul de oxigen sunt complexe.

### Esteri
Esterii (R-CO-O-R') sunt denumiți ca și derivați ai acizilor carboxilici. În limba română, partea R-CO-O apare prima în denumire, fiind urmată de prepoziția de și  de denumirea grupei alchil (R'). Concomitent, forma de acid ...-oic a acidului corespunzător se transformă în oat. De exemplu, CH3CH2CH2CH2COOCH3 se denumește pentanoat de metil, iar (CH3)2CHCH2CH2COOCH2CH3 se denumește 4-metilpentanoat de etil. De asemenea, se pot folosi conform IUPAC și denumirile comune recomandate ale acizilor carboxilici, caz în care forma de acid ...-oic se transformă în -at. De exemplu, CH3COOCH2CH3 se denumește acetat de etil sau etanoat de etil, iar HCOOCH2CH3 se denumește formiat de etil sau metanoat de etil.

### Amine și amide
Aminele primare (R-NH2) se denumesc cu ajutorul sufixului -amină, la care se adaugă denumirea catenei de care s-a legat grupa amino. De exemplu, CH3NH2 se denumește metanamină. Dacă este necesar, trebuie indicată și poziția de legare a grupei amino: CH3CH2CH2NH2 se denumește 1-propanamină sau propan-1-amină, CH3CHNH2CH3 2-propanamină sau propan-2-amină. Forma de prefix pentru amine primare este amino- (vezi mai jos).
Pentru aminele secundare (R-NH2), cea mai lungă catenă care se leagă de atomul de azot devine numele primar al aminei, iar cealaltă catenă se indică printr-un prefix, alături de litera N scrisă cursiv: CH3NHCH2CH3 se denumește N-metiletanamină. Aceeași metodă se aplică și pentru aminele terțiare (R-NR-R): CH3CH2N(CH3)CH2CH2CH3 se denumește N-etil-N-metilpropanamină. Și de această dată trebuie luat în considerare faptul că grupele substituent sunt ordonate alfabetic.
Amidele (R-CO-NH2) se denumesc cu ajutorul sufixului -amidă sau -carboxamidă, dacă atomul de carbon din grupa amidică nu poate fi inclus în catena principală. Forma de prefix pentru amide este carbamoil- sau amido-. De exemplu, HCONH2 se denumește metanamidă (formamidă).

Pentru amidele care sunt substituite la atomul de azot cu grupe, denumirea se face în mod similar aminelor: grupele se ordonează alfabetic și se folosește litera N scrisă cursiv: HCON(CH3)2 se denumește N,N-dimetilmetanamidă (dimetilformamidă).

## Ioni
Deși mai rari, ionii au o mare importanță și în chimia organică. IUPAC a alcătuit un set de reguli și pentru denumirea ionilor organici.

## Reguli de prioritate
În cazul în care compușii organici conțin mai mult de o grupă funcțională, atunci se aplică anumite reguli de prioritate a grupelor. Astfel, trebuie determinat care dintre grupele respective vor avea formă de sufix sau de prefix. Grupa cu prioritatea cea mai mare va fi sufixul, iar celelalte grupe vor fi introduse în denumire sub formă de prefixe. Totuși, legăturile multiple (duble sau triple) au doar formă de sufix (-en, -in) și sunt utilizate împreună cu alte sufixe.
Prefixele pentru substituenți sunt ordonate alfabetic (și nu se iau în considerare formele di-, tri-, etc.); astfel, denumirea corectă este clorofluorometan, dar nu fluoroclorometan. Dacă există grupe funcționale multiple, de același tip, cu formă de prefix sau sufix, numerele indicatoare de poziție vor fi și ele ordonate crescător; astfel, denumirea corectă este 1,2-etandiol, dar nu 2,1-etandiol. Litera N indicatoare de poziție la aminele și amidele substituite, apare mereu înaintea cifrelor; astfel,  CH3CH(CH3)CH2NH(CH3) este denumită N,2-dimetilpropanamină.
În tabelul următor sunt listate grupele funcționale în ordinea descrescătoare a priorității lor conform regulilor IUPAC de denumire:
| Prioritate | Grupă funcțională                                                                             | Formulă                              | Prefix                                                      | Sufix                                                                                |
| ---------- | --------------------------------------------------------------------------------------------- | ------------------------------------ | ----------------------------------------------------------- | ------------------------------------------------------------------------------------ |
| 1          | Cationi e.g. Amoniu                                                                           | NH4+                                 | -onio- amonio-                                              | -oniu -amoniu                                                                        |
| 2          | Acizi carboxilici Acizi S-carbotioici Acizi Se-carboselenoici Acizi sulfonici Acizi sulfinici | –COOH –COSH –COSeH –SO3H –SO2H       | carboxi- sulfanilcarbonil- selanilcarbonil- sulfo- sulfino- | acid...-oic* acid S-...tioic* acid Se-...selenoic* acid...-sulfonic acid...-sulfinic |
| 3          | Derivați ai acizilor carboxilici Esteri Halogenuri de acil Amide Imide Amidine                | –COOR –COX –CONH2 –CON=C< –C(=NH)NH2 | R-oxicarbonil- halocarbonil- carbamoil- -imido- amidino-    | -R-oat halogenură de ...-oil* -amidă* -imidă* -amidină*                              |
| 4          | Nitrili Izocianuri                                                                            | –CN –NC                              | ciano- izociano-                                            | -nitril* izocianură                                                                  |
| 5          | Aldehide Tioaldehide                                                                          | –CHO –CHS                            | formil- tioformil-                                          | -al* -tial*                                                                          |
| 6          | Cetone Tiocetone Selone Telone                                                                | =O =S =Se =Te                        | oxo- sulfaniliden- selaniliden- telaniliden-                | -onă -tionă -selonă -telonă                                                          |
| 7          | Alcooli Tioli Selenoli Teluroli                                                               | –OH –SH –SeH –TeH                    | hidroxi- sulfanil- selanil- telanil-                        | -ol -tiol -selenol -telurol                                                          |
| 8          | Hidroperoxizi Peroxoli Tioperoxoli (acizi sulfenici) Ditioperoxoli                            | -OOH -SOH -SSH                       | hidroperoxi- hidroxisulfanil- disulfanil-                   | -peroxol -SO-tioperoxol -ditioperoxol                                                |
| 9          | Amine Imine Hidrazine                                                                         | –NH2 =NH –NHNH2                      | amino- imino- hidrazino-                                    | -amină -imină -hidrazină                                                             |
| 10         | Altele Eteri Sulfuri (tioeteri) Halogenuri Nitroderivați Alchine Alchene Alcani               | –O– S– X –NO2 -C≡C- -CH=CH- -CH2-    | -alcoxi -tioalcoxi halogeno- nitro- in- en- ---             | -eter -sulfură (-tioeter) --- -ină -enă -an                                          |